# Fuzhou

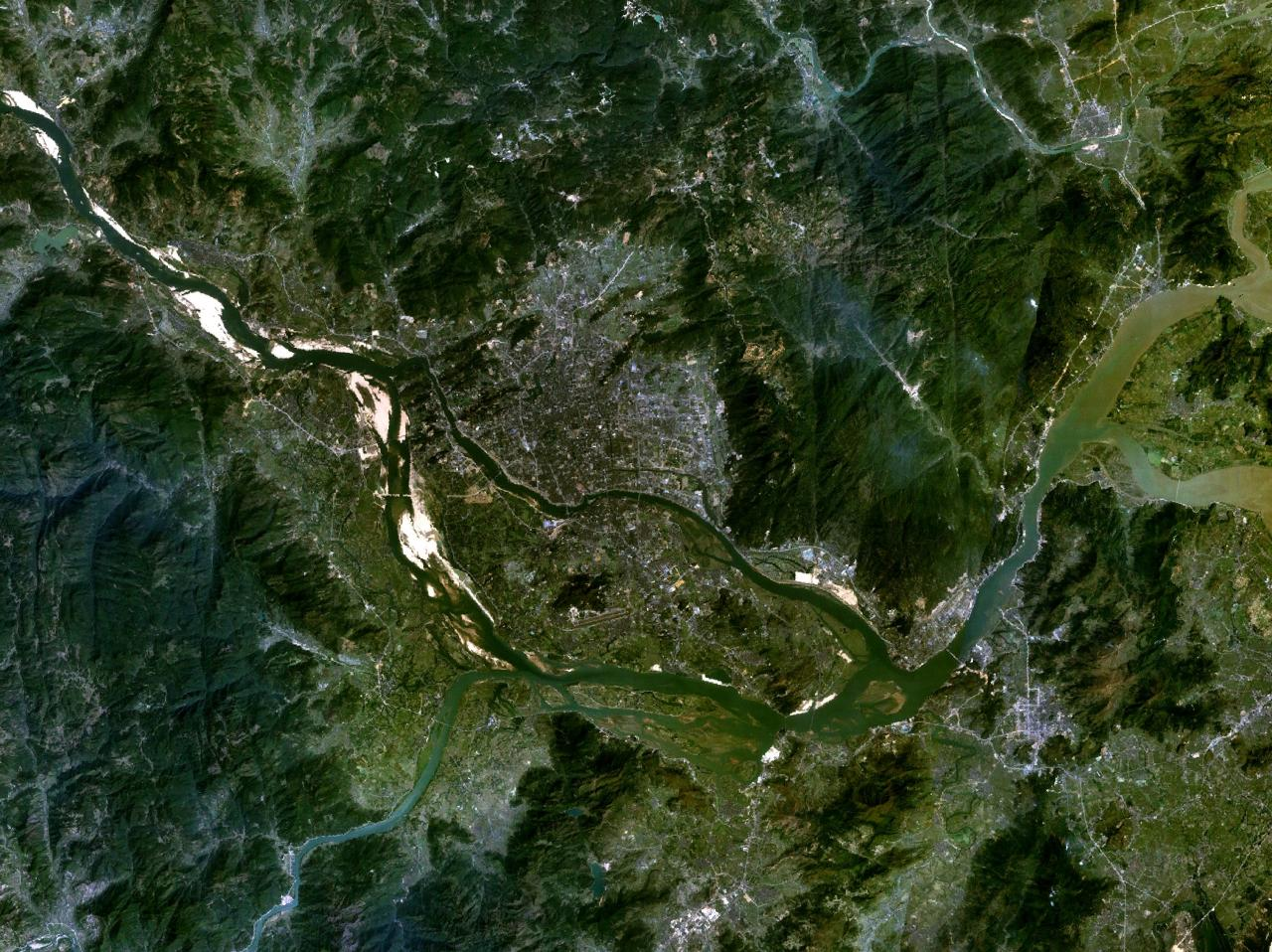
Fuzhou

Fuzhou ([fǔtʂóʊ]ⓘ; chiń. 福州; pinyin Fúzhōu) – miasto o statusie prefektury miejskiej w Chinach, stolica prowincji Fujian.

## Geografia
Położone nad największą w regionie rzeką Min Jiang, w pobliżu jej ujścia do Morza Wschodniochińskiego, naprzeciwko Tajpej. Na terenie miasta znajdują się źródła mineralnie, kąpieliska i wiele studni geotermicznych.

## Gospodarka
Ośrodek rzemiosła oraz przemysłu elektronicznego, maszynowego, farmaceutycznego, spożywczego, petrochemicznego i drzewnego, a także szkolnictwa wyższego.
W mieście znajduje się stacja kolejowa Fuzhou oraz siedziba jednego z największych wytwórców gier on-line w Chinach – firmy NetDragon Websoft.

## Podział administracyjny
Prefektura miejska Fuzhou podzielona jest na:
- 5 dzielnic: Gulou, Taijiang, Cangshan, Mawei, Jin’an,
- 2 miasta: Fuqing, Changle,
- 6 powiatów: Minqing, Minhou, Yongtai, Lianjiang, Luoyuan, Pingtan.

## Miasta partnerskie
- Omsk, Rosja[5]
- Nagasaki, Japonia
- Naha, Japonia
- Syracuse, Stany Zjednoczone
- Tacoma, Stany Zjednoczone
- Campinas, Brazylia
- Shoalhaven, Australia
- Georgetown, Gujana
- Koszalin, Polska
- Mombasa, Kenia
- P’yŏngt’aek, Korea Południowa
- Gwangyang, Korea Południowa